# Passiflora tenella
Passiflora tenella är en passionsblomsväxtart som beskrevs av Ellsworth Paine Killip. Passiflora tenella ingår i släktet passionsblommor, och familjen passionsblomsväxter. Inga underarter finns listade i Catalogue of Life.